# Aram Khalili
Aram Khalili en persa آرام خلیلی, (n. Bukan, Iran, 28 de juliol de 1989), és un futbolista iranià naturalitzat noruec que juga com a davanter i actualment milita en el Bryne FK de la Primera Divisió de Noruega.